# Gina Haspel
Gina Haspel, née Gina Cheri Walker le 1er octobre 1956 à Ashland (Kentucky), est une personnalité des renseignements américains. Directrice du National Clandestine Service par intérim en 2013, elle est directrice adjointe de la CIA de 2017 à 2018 puis directrice de 2018 à 2021, sous la présidence de Donald Trump.

## Biographie

### Formation
Gina Cheri Walker est née le 1er octobre 1956 à Ashland dans le Kentucky. Son père a servi dans l'United States Air Force. Elle suit ses études secondaires en Grande-Bretagne puis à l'université du Kentucky, avant d'être diplômée de l'université de Louisville en langues et journalisme. Elle fut mariée à Jeff Haspel.[réf. nécessaire]

### Carrière à la CIA

#### Agent à l'étranger
Gina Haspel rejoint la CIA en 1985 et devient espionne sous couverture. Elle travaille dans différents pays comme chef de mission (vingt postes à l'étranger, en Afrique, Asie, Proche-Orient et Europe), son dernier poste à l'étranger étant à Londres (Royaume-Uni), à la fin des années 2000.

#### Responsable des opérations clandestines et controverses
En 2013, Gina Haspel est brièvement directrice du National Clandestine Service par intérim, responsable des opérations clandestines de la CIA, devenant la première femme à occuper ce poste. Elle est remplacée après quelques semaines, à cause de doutes quant à sa responsabilité concernant la création, après les attentats du 11 septembre 2001, de prisons secrètes à l'étranger, où des actes de torture ont été commis contre des détenus. Le Washington Post affirme qu'elle a « géré une prison secrète en Thaïlande où les détenus étaient soumis à des simulations de noyade et à d'autres mauvais traitements » et qu'elle aurait participé à la destruction de vidéos de ces interrogatoires, mais le 15 mars 2018, il est confirmé qu'elle a pris ce poste fin 2002, après certains de ces traitements concernant le détenu Zubaydah.
En août 2018, des télégrammes datant de novembre 2002 et vraisemblablement autorisés par Gina Haspel, si ce n’est écrits par elle, sont rendus publics en raison d'une action en justice liée à la liberté de l'information. Ils décrivent en détail les tortures qu’a subies Abd al-Rahim al-Nashiri — soupçonné d'avoir participé à un attentat en 2000 et toujours détenu sans charge au camp de Guantánamo —, consistant notamment à le plaquer violemment contre un mur, à l’enfermer dans une boîte de la taille d'un cercueil, à le soumettre à la torture par l'eau et à le priver de sommeil et de vêtements, tout en le menaçant de le livrer à d'autres personnes qui le tueraient et en le traitant de « petite fille », de « petit Saoudien riche et gâté » et de « mauviette »,.
Elle est accusée de destruction de preuves, notamment des bandes vidéo de l'interrogatoire de Abou Zubaydah et d'Abd al-Rahim al-Nashiri, afin de les soustraire à la justice américaine. Assumant cette décision « pour protéger les agents », cela participe à sa popularité au sein de la CIA.

#### Directrice adjointe puis directrice de la CIA

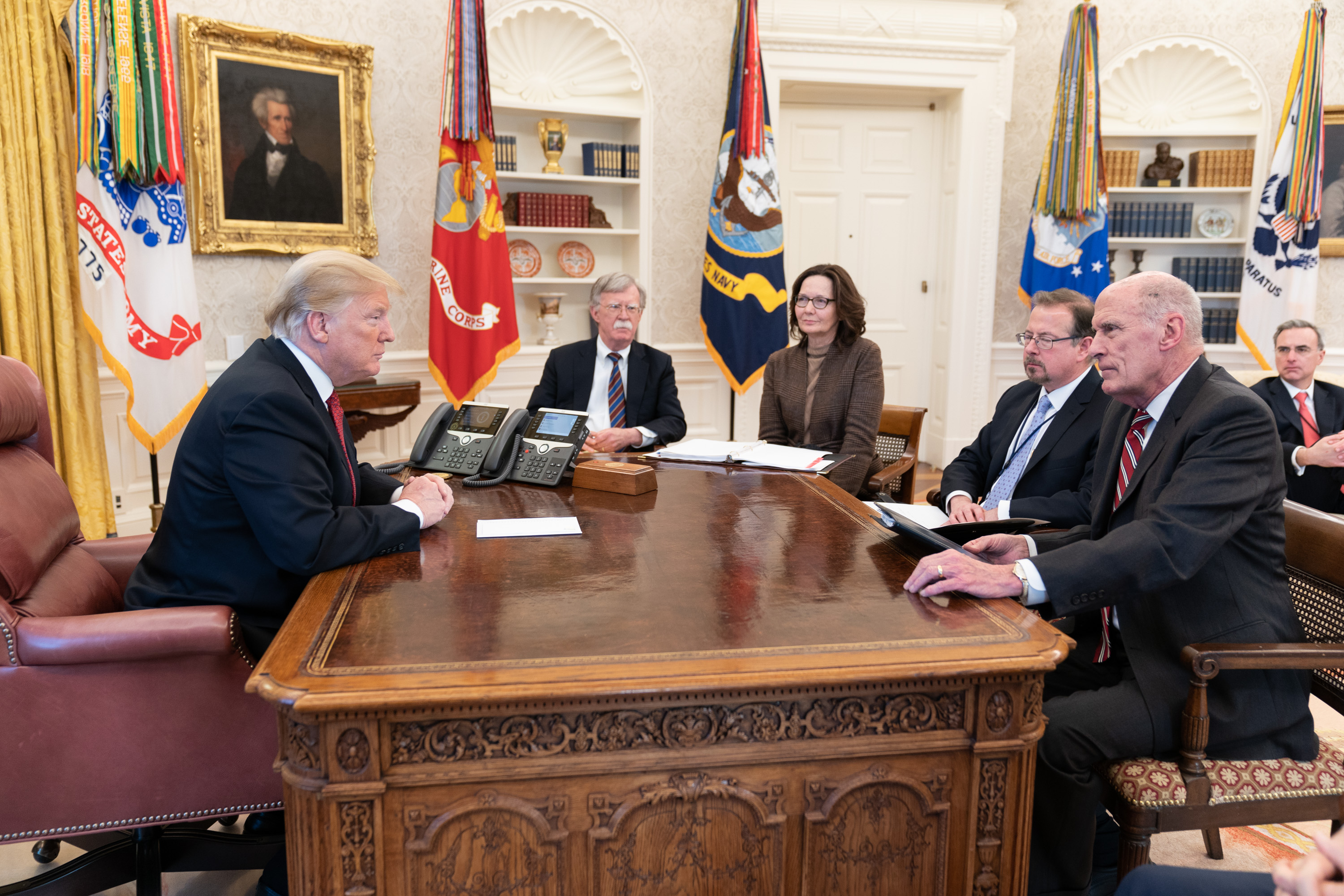
Gina Haspel lors d'une réunion dans le Bureau ovale, avec le président Donald Trump, le conseiller à la Sécurité nationale John R. Bolton et le directeur du renseignement national Dan Coats, en 2019.

En février 2017, Gina Haspel est nommée directrice adjointe de la CIA. En raison de son passé, deux sénateurs démocrates, Ron Wyden et Martin Heinrich, émettent des réserves au sujet de cette promotion. A contrario, elle reçoit le soutien de trois anciens directeurs de la CIA et de l'ancien directeur du renseignement américain James Clapper. 
Le 13 mars 2018, le président Donald Trump nomme le directeur de la CIA Mike Pompeo secrétaire d'État des États-Unis. Haspel est alors désignée pour lui succéder. Le 17 mai, le Sénat approuve sa nomination à la tête de la CIA par 55 voix contre 45, en dépit de son refus de condamner l’usage de la torture, arguant qu'il était légal à l'époque. Gina Haspel a toutefois affirmé qu'elle se soumettrait à la loi actuelle et a juré de ne jamais plus diriger de prisons secrètes ou de réutiliser des « techniques d’interrogatoire renforcées » à l’avenir,. Si certains élus s'opposent à sa nomination, comme le sénateur républicain John McCain, elle est soutenue par plusieurs personnalités, comme les directeurs de la CIA de la présidence de Barack Obama, Leon Panetta et John O. Brennan. Sa connaissance des rouages de la CIA est particulièrement saluée. Elle est la première femme à occuper ce poste.
Le 19 janvier 2021, à la veille de la fin du mandat de Donald Trump, elle annonce sa démission.